# Исмаил Хуссейн
Исмаил Хуссейн (малайск. Ismail Hussein; 30 января 1932, Сунгай-Лимау-Далам, Ян, Кедах — 20 октября 2014, Куала-Лумпур) — малайзийский литературовед, эссеист, литературный критик. Младший брат Абдуллаха Хуссейна и старший брат Ибрагима Хуссейна.

## Краткая биография
Родился в семье мелкого торговца — выходца из Аче. Мать происходила из Южной Бирмы.
Окончил малайскую школу и колледж султана Абдул Хамида в Алор-Сетаре. В 1959 году окончил Университет Малайя, в 1961 году там же магистратуру. В 1964 году защитил докторскую диссертацию в Лейденском университете.С 1960 года преподаватель Университета Малайя, с 1971 года в должности профессора. В 1978—1984 годах — заведующий кафедрой малайских исследований. В 1987—1993 годах — директор Института малайского языка, литературы и культуры при Национальном университете Малайзии.
Первый председатель Федерации национальных объединений писателей (ГАПЕНА) со времени её основания в 1970 году до 2012 года, вице-президент малайского отделения Королевского азиатского общества. В 1965—1995 годах — член, а затем заместитель председателя Правления Совета по языку и литературе Малайзии, член жюри по присуждению Государственных литературных премий. Инициатор проведения ряда международных конгрессов малайского языка (1985, 1996, 2001) и создания Международного секретариата малайцев. В 1996 году принял участие в международном семинаре «Национальное строительство и культурный/литературный процесс в Юго-Восточной Азии» в МГУ, организованном Обществом «Нусантара».

## Публикации
Автор многочисленных исследований по классической и современной малайской литературе.
- The study of traditional Malay literature with a selected biliography (1974)
- Kepimpinan dalam Kebudayaan (Власть и культура; 1984)
- Sastera dan agama. (Литература и религия) Diselenggarakan oleh Ismail Hussein (1984)
- Sejarah pertumbuhan bahasa Kebangsaan kita (История развития нашего национального языка; 1984)
- Titian laut: antologi cerpen dan puisi pengarang Utara Malaysia dan Sumatera Utara. (Мост через море II: антология короткого рассказа и поэзии писателей Северной Малайзии и Северной Суматры). Diselenggarakan oleh Jihaty Abadi, Ismail Hussein (1984)
- Titian laut II: kumpulan karya penulis-penulis Malaysia Utara dan Sumatera Utara. (Мост через море II: сборник произведений писателей Северной Малайзии и Северной Суматры). Diselenggarakan oleh Ismail Hussein, Rejab F.I. (1986)
- Cita-Cita dan Perjuangan (Чаяния и борьба; 1987)
- Segugus Pandangan dan Harapan (Мнения и надежды; 1988)
- Antara Politik dan Sastera (Между политикой и литературой; 1989)
- Statements on Malay Language and Literature (Заявления по вопросам малайского языка и литературы; 1989)
- Melayu Akhbar (Величие малайцев; 1989)
- Tamadun Melayu (Малайская цивилизация). Penyelenggara, Datuk Ismail Hussein, Aziz Deraman, Abd. Rahman al-Ahmadi (1989)
- Antara Dunia Melayu dan Dunia Kebangsaan (Между миром малайским и национальным; 1990)
- Pengajian Melayu di Dunia Melayu (Малайские исследования в малайском мире; 1994)
- Dunia Melayu dan Dunia Indonesia (Мир малайский и индонезийский; 1995)
- Bahasa Melayu di Dunia Melayu (Малайский язык в малайском мире; 1995).

## Награды
- Орден за верность правителю от султана Кедаха и титул датук (1980)
- Звание почётного доктора Университета Индонезия (1984)
- Орден командора-защитника короны от Верховного правителя Малайзии и титул Тан Сри (1993)
- Звание почётного доктора Университета Мадагаскара (1997)
- Звание почётного профессора Университета Малайя (1997)
- Звание героя-деятеля культуры Кедаха (2002)
- Литературная премия Мастра (2006)